# Kishumundu Secondary School
Die Kishumundu Secondary School ist eine Privatschule in Kishumundu, einem Dorf am Fuße des Kilimandscharo. Das Dorf liegt in der Nähe der Stadt Moshi in Tansania. Die Schule wurde 1986 gegründet und wird von der katholischen Diözese Moshi betrieben. Die Schule wird hauptsächlich von Kindern der kaffeeanbauenden Kleinbauern des östlichen Uru-Gebietes besucht. Es werden Tages- und Internatsschüler beider Geschlechter (Koedukation) und aller Konfessionen zusammen unterrichtet. In der zum mittleren Bildungsabschluss führenden Schule wird Unterricht von Form I bis Form IV mit unterschiedlichen Schwerpunkten in den Zweigen Arts (Mathematik, Geographie, Geschichte, Sozialkunde, Englisch, Kiswahili, Religion, Wirtschaft, Buchhaltung, Biologie und Gesundheit und Computernutzung)  und Sciences (die gleichen Fächer, zusätzlich Chemie und Physik) angeboten. Die Schule wird u. a. vom deutschen Verein Helfen macht Schule unterstützt.